# Roland Chavenon
Pour les articles homonymes, voir Chavenon (homonymie).
Roland Chavenon, né à Paris 6e le 19 décembre 1895 et mort le 10 mars 1969 à Paris 14e, est un peintre et critique d'art français.

## Biographie
Jean Jacques Roland Chavenon est né au 23, rue de Vaugirard, dans le 6e arrondissement de Paris le 19 décembre 1895. Il est le fils du journaliste et patron de presse Léon Chavenon (1872-1950) et de son épouse Marie Louise Dayras.
Il publie en 1912 Une expression moderne de l'art français, le cubisme, qui lui vaut des félicitations d'Apollinaire. Il est critique d'art dans le quotidien de son père, L'Information.
Les musées de Grenoble et de Nantes conservent des peintures de lui.

## Publications
- Une expression moderne de l'art français, le cubisme (1912)
- Opinions de peintre (1916-1920).
- La part de la nature dans l'art (1920).

## Expositions
Il expose au Salon d'Automne à partir de 1919, au Salon des Indépendants jusqu'en 1929, et au Salon des Tuileries.
- Paris, 1922 : exposition Roland Chavenon, du jeudi 27 avril au lundi 15 mai 1922, chez MM. Bernheim jeune, 15, rue Richepance et 25, boulevard de la Madeleine.